# Aeroportul Tamworth
Aeroportul Tamworth (IATA: TMW, ICAO: YSTW) este un aeroport din Noul Wales de Sud, Australia ce deservește zona Tamworth⁠(d). Aeroportul a fost tranzitat în 2022 de 133.688 de pasageri. A fost numit după zona deservită.
Situat la o altitudine de 406 m, aeroportul dispune de o singură pistă. Este operat de Forțele Aeriene Regale Australiane⁠(d).